# 오재순
오재순(吳載純, 1727년 ~ 1792년)은 조선의 문신이다. 본관은 해주(海州), 자는 문경(文卿), 호는 순암(醇庵) 또는 우불급재(愚不及齋)이다. 조선 제18대 왕 현종의 딸인 명안공주(明安公主)의 손자로서 음보로 출사한 뒤 문과에 급제하여 대사헌, 대제학, 이조판서 등을 역임하고, 판중추부사(判中樞府事)에 이르렀다. 학문에 뛰어나 제자백가에 두루 통하였고, 특히 《주역》에 뛰어났다. 시호는 문정(文靖)이다.

## 생애
음보로 관직에 나아가 세자익위사세마를 지냈고, 1755년(영조 31) 조선 제18대 왕 현종의 딸인 명안공주(明安公主)의 손자라는 배려를 받아 특명으로 6품으로 승진하였다.
1772년(영조 48년) 정시 문과에 급제하여 승지를 거쳐, 부제학(副提學), 대사헌을 역임하였다.
1783년(정조 7) 문안사의 부사로 청나라에 다녀와서 직제학(直提學)이 되었다. 이어 홍문관·예문관의 대제학을 지냈으며, 1790년에는 이조판서에 올랐다. 그뒤 홍문관대제학·예문관제학 등을 두루 역임하였으며, 1793년에는 판의금부사가 되었다. 같은 해 이조판서로 홍문관제학을 겸하였으며, 임시 수어사로 유진(留陣)하기도 하였다. 이후 종1품 판중추부사(判中樞府事)가 되었다. 정조의 총애를 받으면서 오랫동안 문형(文衡)과 전조(銓曹)를 맡았다.
풍채가 청수하고 차분하였으며, 영조는 그의 겸손하고 과묵함을 가상히 여겨 우불급재(愚不及齋)라는 호(號)를 내리기도 하였다. 어려서부터 경전에 마음을 기울였고 행실이 지극히 독실하였다. 문장이 간결하고 옛 정취가 있었다. 오재순이 죽자 세상에서는 신선이 되어 갔다고들 하였다. 시호는 문정(文靖)이다.

## 가족 관계
- 증조부 : 오두인(吳斗寅)
- 증조모 : 정경부인(貞敬夫人) 상주 황씨(尙州黃氏) - 황연(黃埏)의 딸
  - 양조부(백종조) : 오태주(吳泰周, 1668년 ∼ 1716년)
  - 양조모 : 명안공주(明安公主, 1667년 ~ 1687년) - 제18대 현종대왕(顯宗大王, 1641~1674, 재위 1660~1674)의 딸, 제19대 숙종대왕(肅宗大王, 1661~1720, 재위 1674~1720)의 여동생
  - 조부 : 오진주(吳晉周)
  - 조모 : 안동 김씨(安東金氏) - 김창협(金昌協)의 딸
    - 부 : 오원(吳瑗, 1700년 ~ 1740년)
    - 모 : 전주 최씨(全州崔氏) - 최식(崔寔)의 딸
      - 동생 : 오재소(吳載紹, 1729년 ~ 1811년)

    - 처부 : 이천보(李天輔)
      - 부인 : 연안 이씨(延安李氏)
        - 장자 : 오희상(吳熙常, 1763년 ∼ 1833년)
        - 차자 : 오연상(吳淵常, 1765년 ∼ 1821년)

## 저서
- 《주역회지(周易會旨)》
- 《완역수언(玩易隨言聖學圖)》
- 《순암집(醇庵集)》

## 문화재
- 오재순 초상